# Blågrå sibia
Blågrå sibia (Heterophasia pulchella) är en bergslevande asiatisk fågel i familjen fnittertrastar inom ordningen tättingar.

## Utseende och läte
Blågrå sibia är en 22 cm lång blågrå fnittertrast med svarta vingtäckare, svart tygel och varierande svart ansiktsmask. På vingarna syns svarta täckare och bruna tertialer, medan stjärten är brun med först ett svart och längst ut ett grått band. Sången är ett upprepat, ljudligt "ti-ti-titi-tu-ti", i slutet något dalande, medan lätet är skallrande.

## Utbredning och systematik
Blågrå sibia förekommer i bergsområden från nordöstra Indien till sydöstra Tibet, sydvästra Kina och nordöstra Myanmar. Den behandlas antingen som monotypisk eller delas in i två underarter med följande utbredning:
- Heterophasia pulchella nigroaurita – nordöstra Indien i västra och centrala Arunachal Pradesh samt i sydöstra Tibet
- Heterophasia pulchella pulchella – nordöstra Indien från östra Arunachal Pradesh till Nagaland samt i norra Myanmar och sydcentrala Kina (västra Yunnan)

## Levnadssätt
Blågrå sibia förekommer i fuktig städsegrön skog i bergstrakter på mellan 1650 och 3000 meters höjd, tillfälligt upp till 3200 meter. Under häckningstid ses den i par, annars i grupper, hoppande fram på mossiga grenar i trädtaket på jakt efter insekter och deras larver, bland annat skalbaggar, men även frön från bland annat olvon och städsegrön magnolia. Fågeln häckar april-juli och bygger ett skålformat bo av mossa, fodrat med små rötter, som den placerar långt ut på en horisontell gren. Arten är stannfågel och gör endast små rörelser i höjdled vintertid.

## Status och hot
Arten har ett stort utbredningsområde och en stor population, men tros minska i antal på grund av habitatförstörelse och fragmentering, dock inte tillräckligt kraftigt för att den ska betraktas som hotad. Internationella naturvårdsunionen IUCN kategoriserar därför arten som livskraftig (LC). Världspopulationen har inte uppskattats men den beskrivs som lokalt vanlig i nordöstra Indien, dock sällsynt i Nagaland samt ovanlig i Myanmar och Kina.

## Namn
Sibia kommer av det nepalesiska namnet Sibya för rostsibian.